# Nadhim Shaker
Nadhim Shaker (àrab: نَاظم شَاكِر)  (Bagdad, 13 d'abril de 1958 - Governació d'Erbil, 11 de setembre de 2020) fou un futbolista iraquià de la dècada de 1980 i entrenador de futbol.
Fou internacional amb la selecció de futbol de l'Iraq amb la qual participà a la Copa del Món de futbol de 1986.
Pel que fa a clubs, destacà a Al-Quwa Al-Jawiya FC Bagdad.
Va morir l'any 2020 víctima del COVID-19.

## Trajectòria com a entrenador
Font:
| Equip             | Nat   | De               | A                | Resultats | Resultats | Resultats | Resultats | Resultats |
| Equip             | Nat   | De               | A                | P         | G         | E         | P         |           |
| ----------------- | ----- | ---------------- | ---------------- | --------- | --------- | --------- | --------- | --------- |
| Iraq              | Iraq  | Juliol 2009      | Novembre 2009    | 4         | 4         | 0         | 0         |           |
| Iraq U23          | Iraq  | 30 Març 2011     | 10 Agost 2011    | 4         | 1         | 1         | 2         |           |
| Zakho FC          | Iraq  | 18 Setembre 2011 | 29 Gener 2012    | 13        | 6         | 3         | 4         |           |
| Al-Naft SC        | Iraq  | 6 Març 2012      | 8 Desembre 2012  | 27        | 10        | 11        | 6         |           |
| Masafi Al-Wasat   | Iraq  | 11 Maig 2013     | 16 Desembre 2013 | 23        | 5         | 5         | 13        |           |
| Al-Quwa Al-Jawiya | Iraq  | 9 Maig 2014      | 22 Febrer 2015   | 17        | 7         | 6         | 4         |           |
| Al-Shorta         | Iraq  | 29 Març 2017     | 1 Setembre 2017  | 13        | 9         | 3         | 1         |           |
| Najaf             | Iraq  | 3 Setembre 2017  | 18 Gener 2018    | 16        | 8         | 6         | 2         |           |
| Al-Mina'a         | Iraq  | 26 Gener 2018    | 22 Maig 2018     | 16        | 7         | 6         | 3         |           |
| Erbil SC          | Iraq  | 8 Desembre 2018  | 27 Abril 2019    | 17        | 5         | 4         | 8         |           |
| Total             | Total | Total            | Total            | 150       | 62        | 45        | 43        |           |